# أحمد براق أردوغان
أحمد براق أردوغان (بالتركية: Ahmet Burak Erdoğan)‏ (ولد في 4 يوليو 1979) هو الابن الأكبر لرجب طيب أردوغان، الرئيس الحالي لتركيا.

## حادث المرور
يوم 11 مايو 1998 في حوالي الساعة 11:45 صباحا بالتوقيت المحلي، في حين أن الحركة على معبر المشاة مع إشارة المرور الخضراء عادية، وبغتة صدمت سيارة «سيفيم تانورك» أحد المشاة وأصابته بجروح خطيرة. وقد تم التعرف على السائق الذي فر من مكان الحادث وهو أحمد براق أردوغان. وأُخِذ سيفيم الذي يعاني من إصابات حادة في الدماغ أولا إلى مستشفى شيشلي للطفولة (بالتركية: Şişli Etfal Hastanes)‏، ومن ثم نقله إلى المستشفى الألماني بتقسيم، حيث خضع لعملية جراحية وكان يعالج في وحدة العناية المركزة. بعد خمسة أيام من الحادث، في 16 أيار 1998، توفي سيفيم. أحمد لم يكن يملك رخصة السياقة في وقت وقوع الحادث. وقد وجدت المحكمة الجنائية تانورك مذنبا في 8 قضايا. وكان أحمد براق أردوغان، خارج البلاد خلال جلسة المحكمة، وقد حُكم عليه لمدة ثلاثة أشهر سجنا، وتم تحويل الحكم إلى كفالة قدرها 35000 ليرة تركية.